# 1994 في نيجيريا
فيما يلي قوائم الأحداث التي وقعت خلال عام 1994 في نيجيريا.

## رياضة
- 1 يناير – نيجيريا في كأس العالم 1994

## مواليد

### يناير
- 30 يناير – إبيابوي بيكر لاعب كرة قدم نيجيري.

### مارس
- 8 مارس – ستيفن ايزي لاعب كرة قدم نيجيري.

### أبريل
- 22 أبريل – إيفي أجاغبا

### مايو
- 18 مايو – آدا بنجامين عداءة سرعة نيجيرية.
- 24 مايو – انديرسون ايسيتي لاعب كرة قدم نيجيري.
- 28 مايو – بول أونواتشو لاعب كرة قدم نيجيري.

### يونيو
- 4 يونيو – أروون سامويل أولناري لاعب كرة قدم نيجيري.

### يوليو
- 20 يوليو – أنطوني باسي لاعب كرة قدم نيجيري.

### أغسطس
- 7 أغسطس – ساليو بوبولا لاعب كرة قدم نيجيري.
- 15 أغسطس – جبريل ستيفن لاعب كرة قدم نيجيري.
- 24 أغسطس – بريجت إدومووني لاعب كرة قدم نيجيري.

### أكتوبر
- 10 أكتوبر – دايو أوجو لاعب كرة قدم نيجيري.
- 18 أكتوبر – ديفيد نورا إفياني
- 31 أكتوبر – كريستيان أوبوازور لاعب كرة قدم نيجيري.

### نوفمبر
- 11 نوفمبر – ايميكا امرون لاعب كرة قدم نيجيري.
- 11 نوفمبر – سيدريك أومواجي لاعب كرة قدم إسباني.
- 24 نوفمبر – شيزوم شيكاتارا لاعب كرة قدم نيجيري.

### ديسمبر
- 12 ديسمبر – أوكيكي أفولابي لاعب كرة قدم نيجيري.

## وفيات

### يناير
- 1 يناير – كريستيانا أبيودن ايمانويل (مواليد 1907) مبشّرة نيجيرية.